# 拉孔本西翁省

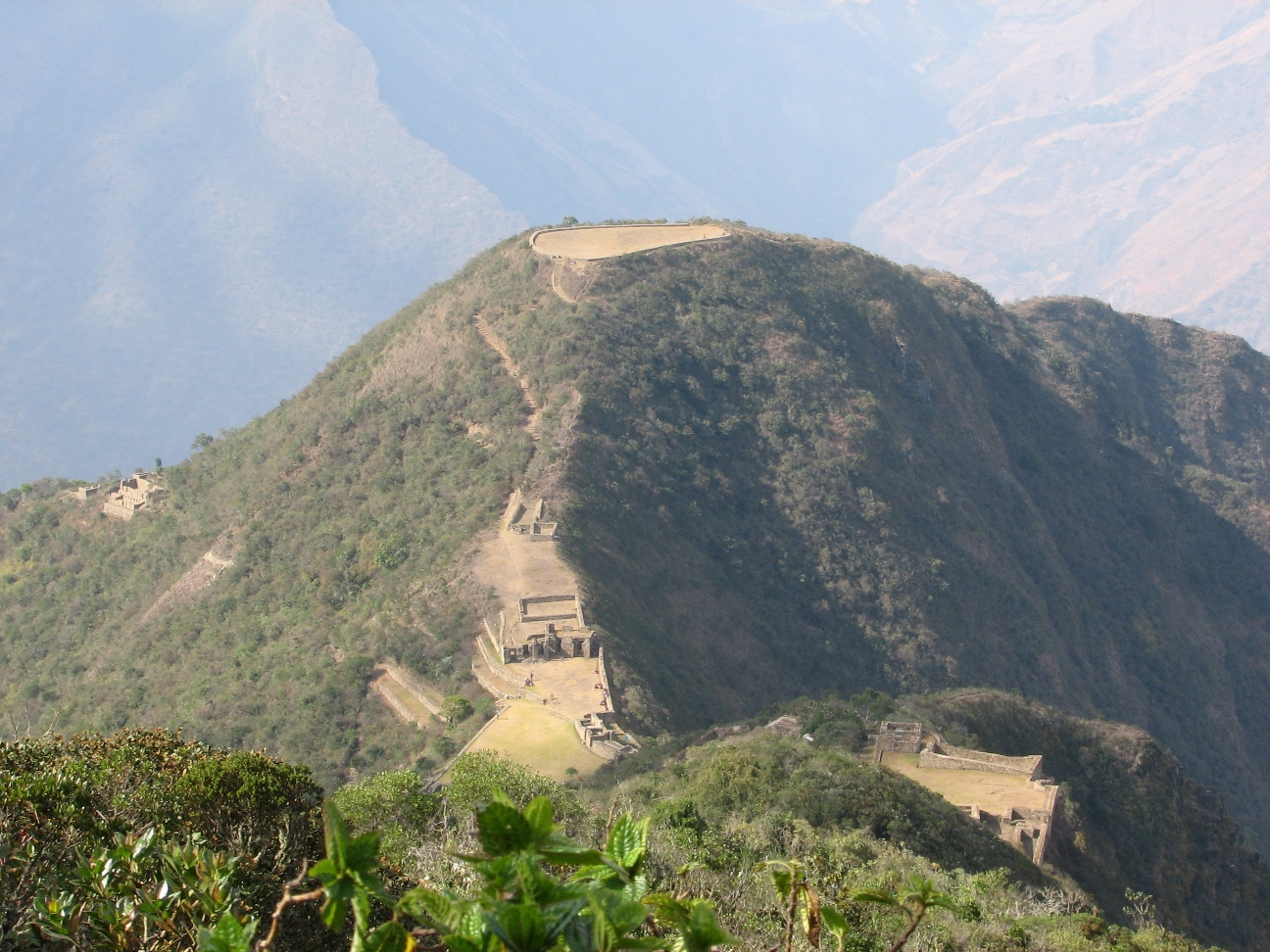

拉孔本西翁省（西班牙語：Provincia de La Convención），是秘魯的省份，位於該國南部庫斯科大區，首府是基亞班巴，始建於1857年7月25日，面積30,061平方公里，2005年人口165,415，人口密度每平方公里5.5人。
12°51′48″S 72°41′35″W / 12.86333°S 72.69306°W